# Joodse begraafplaats (Tilburg)

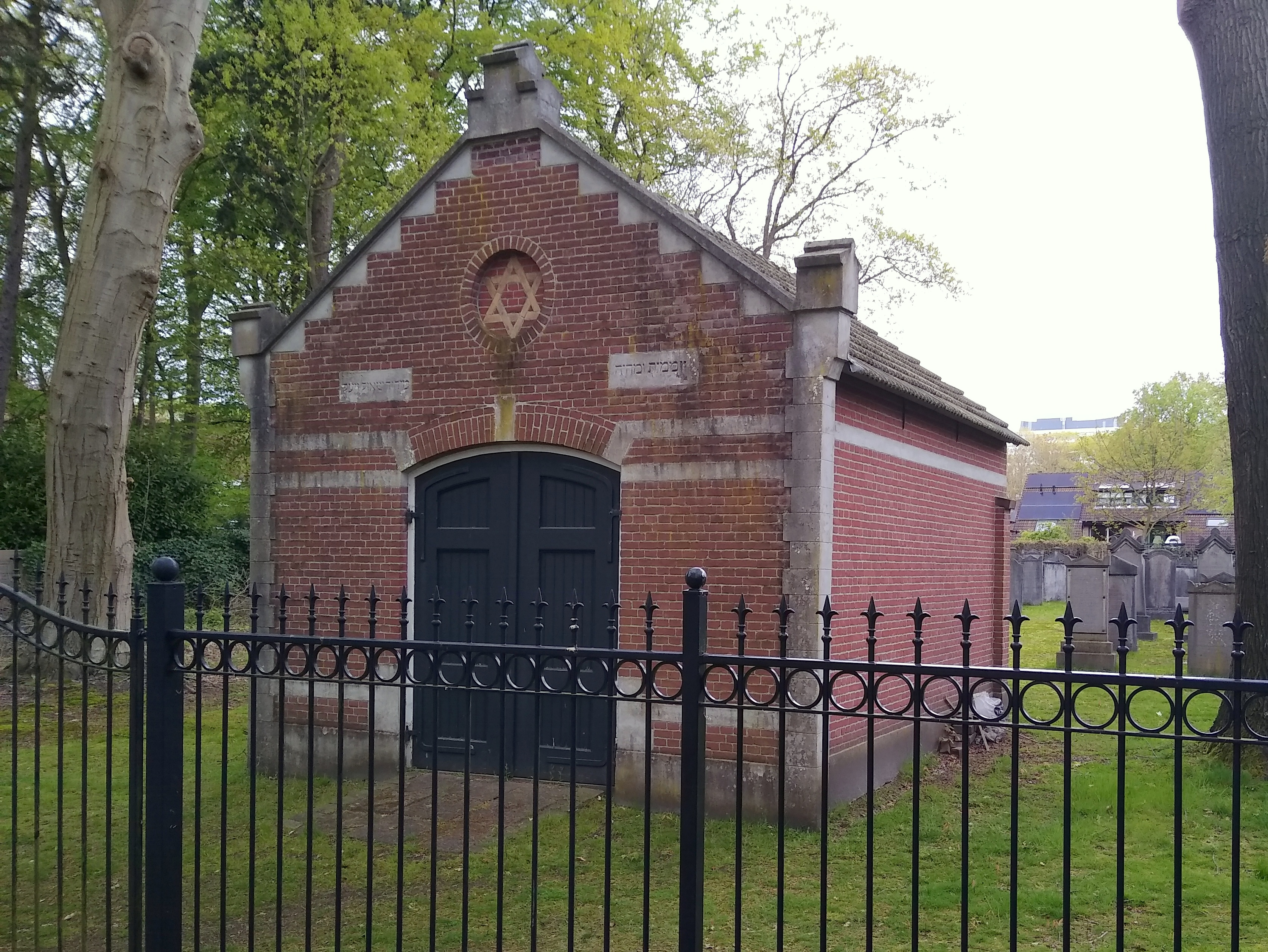

In Tilburg is aan de Bredaseweg een Joodse begraafplaats gelegen. Er bevinden zich 143 graven.
De eerste Joden vestigden zich halverwegde de 18de eeuw in Tilburg. Voor het begraven van de doden werd aanvankelijk de Joodse begraafplaats van Oisterwijk gebruikt. Pas in 1855 werd de Joodse begraafplaats aan de Bredaseweg ingewijd. De begraafplaats aan de Bredaseweg wordt sinds 1973 onderhouden door de plaatselijke overheid. De restauratie van het metaheerhuisje op de begraafplaats werd in mei 2005 voltooid.
Onder de Joodse gemeente van Tilburg viel ook het nabijgelegen Hilvarenbeek. Ook hier is een Joodse begraafplaats geweest aan het Alidapad , maar daar zijn nu geen sporen meer van. Recent is de begraafplaats onderzocht op de aanwezigheid van stoffelijke resten die dan elders zouden worden herbegraven. Op het bewuste stuk land is echter niets gevonden. Dat de begraafplaats er wel is geweest, is duidelijk te zien op een kadastrale kaart uit 1832.
In Tilburg zijn vandaag de dag zowel een afdeling van de NIG (Nederlands Israëlitische Gemeenten) als van de LJG (Liberaal Joodse Gemeenten) gevestigd. Het is de verwachting dat de NIG Tilburg zal fuseren met die van Breda.